# Zuchtlinie
Als Zuchtlinie (auch: Linie) werden Teilpopulationen einer Pflanzensorte oder einer Tierrasse bezeichnet, die genetisch einheitlicher sind als die Sorte oder Rasse, der sie angehören und die nur mit Angehörigen ihrer eigenen Teilpopulation verpaart werden.

## Pflanzenzucht
Im engeren Sinne bezeichnet eine Linie in der Pflanzenzüchtung die „Einzelnachkommenschaft eines Selbstbefruchters, die durch die nach Mutterpflanzen getrennte Aussaat der Samen gewonnen wird.“ Solche Einzelnachkommenschaften werden in der Botanik auch als „Stämme“ bezeichnet. Da sich viele Pflanzen sowohl vegetativ als auch generativ vermehren lassen, ist die Möglichkeit einer Reinzucht gegeben („reine Linie“). Vor allem bei der vegetativen Vermehrung ist der Erhalt der genetischen Merkmale gegeben und wird nur durch mögliche Mutation bedroht.
Bei der Hybridzüchtung von Pflanzen werden verschiedene Inzuchtlinien miteinander gekreuzt.

## Tierzucht
In der Tierzucht sind Zuchtlinien häufig durch gezielte oder geduldete, mäßige Inzucht entstanden („Linienzüchtung“), in der Erwartung, dass bestimmte erwünschte Merkmale mit besonders großer Wahrscheinlichkeit auch in der nächsten Generation wieder in Erscheinung treten und durch Auslese erhalten bleiben. Während die Zugehörigkeit eines Tieres zu einer Art und häufig auch bereits zu einer Rasse durch genetische Analysen eindeutig nachweisbar ist, kann die Zugehörigkeit zu einer Zuchtlinie meist nur durch Abstammungsnachweise erbracht werden. In der englischen Fachliteratur steht die Zuchtlinie unterhalb der Rasse (auch: Subspezies) in der Hierarchie. Hingegen steht der sogenannte „Genetische Zuchtkern“ (genetic nucleus) in der Hierarchie unterhalb der Zuchtlinie und bezieht sich auf eine oder mehrere kleine Populationen männlicher und weiblicher Individuen (z. B. Rinder), die zum Erzeugen spezieller Selektionskandidaten im Rahmen eines Zuchtprogramms verwendet werden.
Auch in der Geflügel-, Hunde- und Katzenzucht wird häufig von Zuchtlinien gesprochen, wobei hier in der Regel die Herkunft der Tiere von bestimmten Züchtern gemeint ist. Eine gewisse Relevanz bekam die Unterscheidung von „Rasse“ und „Zuchtlinie“ im Zusammenhang mit der Diskussion um sogenannte Kampfhunde. Hier dreht sich die Auseinandersetzung zwischen Tierzüchtern, Haltern und Polizeibehörden oft um die Frage, ob die gesamte Rasse als gefährlich einzustufen ist oder ob dies nur für bestimmte Zuchtlinien gilt.
Diverse Zuchtlinien der Hausmaus und der Wanderratte werden in Forschungseinrichtungen als Testtiere verwendet.

## Belege
1. ↑  Eintrag Linie in: Lexikon  der Biologie in acht Bänden. Herder, Freiburg, Basel und Wien 1985.
2. ↑  T. Gotoh et al.: Host race formation in Tetranychus urticae: genetic differentiation, host plant preference, and mate choice in a tomato and a cucumber strain. In: Entomologia Experimentalis et Applicata. Band 68, Nr. 2, 1993, S. 171–178, doi:10.1111/j.1570-7458.1993.tb01700.x.
3. ↑  I. Buddenhagen: Understanding Strain Diversity in Fusarium oxysporum f. sp. cubense and History of Introduction of 'Tropical Race 4' to Better Manage Banana Production. In: Acta Horticulturae. Band 828, 2009, S. 193–204, doi:10.17660/ActaHortic.2009.828.19.
4. ↑  Auszuchtstämme, Zuchtmethoden und genetische Eigenschaften. Fachinformation aus dem Ausschuss für Genetik und Labortierzucht der Gesellschaft für Versuchstierkunde. (PDF, Seite 4), zuletzt abgerufen am 17. April 2022.
5. ↑  Patentanmeldung  EP3362578A2: Verfahren zur genomischen Beurteilung bei Vieh. Angemeldet am 14. Oktober 2016, veröffentlicht am 22. August 2018, Anmelder: Inguran LLC, Erfinder: John Dobrinsky et al (Seite 24).‌
6. ↑  H. Eichelberg: Kampfhunde – Gefährliche Hunde? In: Deutsche tierärztliche Wochenschrift. Band 107, Nr. 3, 2000, Verlag M. & H. Schaper, Alfeld (Leine), S. 91–93.